# Polen ved vinter-OL 2022
Polen deltog i vinter-OL 2022 i Beijing, Kina i perioden 4. – 20. februar 2022.

## Medaljer
| 2022 Beijing | Guld | Sølv | Bronze | Total |
| Polen        | 0    | 0    | 1      | 1     |

### Medaljevindere
| Polen under vinter-OL 2022 i Beijing | Polen under vinter-OL 2022 i Beijing | Polen under vinter-OL 2022 i Beijing | Polen under vinter-OL 2022 i Beijing | Polen under vinter-OL 2022 i Beijing |
| Medalje                              | Navn                                 | Sport                                | Event                                | Dato                                 |
| ------------------------------------ | ------------------------------------ | ------------------------------------ | ------------------------------------ | ------------------------------------ |
| Bronze                               | Dawid Kubacki                        | Skihop                               | Mænds normal bakke individuel        | 6. februar                           |